# Gabriel Serra Arguello
Gabriel Serra Arguello (Manágua, 5 de julho de 1984) é um cineasta nicaraguense. Como reconhecimento, foi nomeado ao Oscar 2015 na categoria de Melhor Documentário em Curta-metragem por La parka.